# Robespierrisme
Le terme de robespierrisme ne renvoie à aucun courant politique ni à aucune idéologie précise, mais a pu être employé, dans un cadre politique ou historique, pour désigner une réalité mouvante, qui peut correspondre aussi bien aux amis politiques de Maximilien Robespierre qu'aux militants et représentants qui partageaient ses idées, à partir du moment où il apparaît comme une figure de proue des démocrates à l'Assemblée constituante et au Club des Jacobins, puis comme le membre le plus illustre du comité de salut public. « Le robespierrisme, c'est la démocratie », selon le mot de Gracchus Babeuf. Le « robespierrisme » ne se distingue pas d'une certaine conception de la Révolution, propre à l'aile « sociale » des Montagnards, jusqu'à la crise du 9 thermidor, qui voit ces mêmes Montagnards se déchirer entre eux. Puis il est repris, à l'égal de « jacobin » et de « terroriste », pour désigner l'ensemble des partisans du gouvernement révolutionnaire de l'an II, mais cette fois par leurs ennemis, et dans un sens péjoratif.

## L'origine du mot
« Robespierrisme » apparaît en septembre 1794. Une campagne d'adresses, à laquelle participent des sociétés jacobines, exprime de vives inquiétudes à l'égard du retour du « modérantisme » et de l'« aristocratie », qui persécutent les « patriotes » et les jettent en prison, contre lesquelles elle réclame le retour de la lutte. Toutefois, celle-ci suscite dans l'opinion une réaction négative et l'assimilation de leurs auteurs à Robespierre et ses partisans, ce que le pamphlétaire Méhée de La Touche
 a appelé en août la queue de Robespierre.
Durant le débat sur la guerre en 1791-1792, les Brissotins qualifient de « Robespierrots » les jacobins hostiles à la guerre.

## Montagne et Robespierrisme
Le terme a été employé par les historiens pour désigner, en premier lieu, un groupe d'hommes appartenant à la Montagne, qui rassemblait l'aile gauche des députés de la Convention nationale, durant la Révolution française. La Montagne constitue une forme de parti politique hétérogène, au contraire de la Gironde, dont la cohésion politique et idéologique est bien plus nette. Au sein de la Montagne, outre les Montagnards dits « de proie », corrompus et prévaricateurs, on peut distinguer:
- d'une part, un groupe de députés qu'on a pu qualifier à tort de « dantonistes », en référence à Georges Danton. Parmi ces députés s'est développé à l'hiver 1793 et au printemps 1794, le groupe dit des Indulgents. Ils sont partisans d'une Terreur ponctuelle et parfois brutale pour assurer « le salut du peuple » face aux Puissances coalisées, aux royalistes et aux fédéralistes, souvent déchristianisateurs, mais indifférents aux questions d'égalité ou de fraternité, favorables, pour un grand nombre, à une guerre de conquête (même s'ils prônent plutôt la paix lors de l'hiver 1793-1794), surtout après la victoire de Fleurus et défendent ensuite une offensive hégémonique, indifférente au droit des peuples conquis. Parmi eux, on peut citer Jean-Lambert Tallien, Claude-Alexandre Ysabeau, Stanislas Fréron, Edmond Louis Alexis Dubois-Crancé, Pierre Bentabole, Armand-Joseph Guffroy, François-Louis Bourdon, dit Bourdon de l'Oise, ou André Dumont. On les retrouvera parmi les montagnards partisans de la réaction thermidorienne.
- d'autre part, un groupe de députés qu'on a pu désigner sous le vocable de « robespierriste », en référence à Robespierre, qui en fut la figure principale jusqu'en juillet 1794. Pour ce groupe de députés, qui formeront les derniers montagnards de l'an III, les Crêtois, il ne suffit pas de protéger de ses ennemis extérieurs et intérieurs la liberté conquise par la Révolution, qu'ont confirmé les insurrections du 10 août 1792 et des 31 mai et 2 juin 1793, il faut l'asseoir par une alliance durable du peuple et de la Convention, avec des institutions civiles (que Louis Antoine de Saint-Just et Billaud-Varenne énonceront au printemps 1794) et des mesures sociales (comme les décrets de Ventôse, liés au décret de germinal sur la centralisation de la justice révolutionnaire à Paris, ne conservant plus de commissions révolutionnaires qu'à Orange et dans le Nord, et à la loi de Prairial). Parmi ces députés, on pouvait compter, dans le comité de salut public, Jeanbon Saint-André, Prieur de la Marne, Collot d'Herbois ou Billaud-Varenne. À leur gauche, deux groupes, les Enragés et les Hébertistes, auxquels plusieurs députés montagnards (notamment Collot d'Herbois) étaient liés, animaient le mouvement sans-culotte.

À la suite de l'élimination de certains figures hébertistes, en mars 1794, le gouvernement révolutionnaire opère un certain nombre de purges au sein de la Commune de Paris. Ainsi, le maire, Jean Nicolas Pache, est remplacé par Jean-Baptiste Fleuriot-Lescot, et l'agent national, Pierre-Gaspard Chaumette, par Claude-François de Payan. En revanche, le commandant de la garde nationale, François Hanriot, est maintenu à son poste. Lors du conflit qui s'ouvre à la fin du printemps et au début de l'été, au sein des comités de salut public et de sûreté générale, et face à la campagne menée, à la même époque, par un certain nombre d'envoyés en mission rappelés à Paris en avril-mai et de députés dantonistes contre Robespierre, une personnalité comme Payan se distingue particulièrement par sa fidélité à la personne de l'Incorruptible. Pour le reste, le « robespierrisme » des dirigeants de la Commune, militants jacobins fidèles à Robespierre et au gouvernement révolutionnaire, apparaît essentiellement à partir du discours de Robespierre à la Convention, le 8 thermidor, qui met au jour l'opposition entre Robespierre et une grande partie de ses collègues des comités de salut public, de sûreté générale et des finances et amène à faire un choix entre l'un ou l'autre camp. Cette opposition éclate le 9 thermidor.

## Robespierrisme et 9 thermidor
Le terme de « robespierriste » a été employé dans le cadre de l'enquête que la Convention a mené au lendemain du 9 thermidor, pour qualifier les hommes qui, lors des journées des 9 et 10 thermidor, se sont rangés aux côtés de la Commune insurrectionnelle pour demander la libération de Robespierre et de ses collègues Saint-Just, Georges Couthon, Philippe-François-Joseph Le Bas et Augustin Robespierre (frère cadet de Maximilien). Dans ce cas, les députés « robespierristes » désignent uniquement ceux qui comptaient parmi ses intimes, amis (Saint-Just, Couthon, Le Bas) ou frère (Augustin Robespierre), à l'exclusion notable d'un Jacques Louis David, qui ne dut d'échapper à la guillotine qu'à son absence à la Convention ce jour-là. Pour le reste, le terme de « robespierriste » désigne les membres des Sections, de la Commune de Paris et du Club des Jacobins compromis dans la Commune insurrectionnelle, qui ont été arrêtés le 10 thermidor et les jours suivants. À cette occasion, des rafles sont organisées, avec l'arrestation, notamment, des logeurs de Robespierre, les Duplay.
Le 10 thermidor, outre les quatre députés capturés à l'Hôtel de Ville (Le Bas s'est suicidé), sont exécutés François Hanriot, commandant de la Garde nationale, son adjoint le général de brigade Jean-Baptiste de Lavalette, Claude-François de Payan, agent national de la commune de Paris, Fleuriot-Lescot, le maire de Paris, Jean-Baptiste Coffinhal, René-François Dumas, président du Tribunal révolutionnaire, Vivier, président du club des Jacobins, Gobeau, officier de la Commune et onze membres de la Commune; le 11 thermidor, ce sont 71 membres de la Commune qui sont guillotinés. Au total, 105 « robespierristes » seront exécutés. Après ces exécutions strictement parisiennes, des autorités locales, en province, prétendent s'élever contre le coup de force du 9 thermidor et délivrer Robespierre, dont ils ignorent la mort. Leurs actions échouent, et la Convention parvient sans peine à imposer l'idée qu'elle a sauvé la France, le 9 thermidor, d'un aspirant à la dictature personnelle.

## Réaction thermidorienne et Terreur blanche
Par la suite, sous la Convention thermidorienne, dominée par les montagnards dantonistes et les modérés du Marais (renforcés par les députés girondins survivants, rappelés en 1795), le terme de « robespierriste » est employé (à l'égal de « terroriste » et de « jacobin ») par les républicains libéraux dans le cadre de leur lutte contre les représentants montagnards et les militants révolutionnaires partisans du maintien du gouvernement révolutionnaire de l'an II et de la Terreur, y compris ceux qui s'étaient opposés à Robespierre le 9 thermidor, mis en accusation pour leur activité sous la Terreur et emprisonnés lors de la réaction thermidorienne. Après une première vague d'incarcérations, dans les mois de 1794 qui suivent le 9 thermidor (parmi les personnes incriminées, on peut citer Jacques Louis David, Napoléon Bonaparte ou Jean Antoine Rossignol, mais aussi Jean-Baptiste Carrier, le général Turreau ou les membres du Tribunal révolutionnaire, notamment Fouquier-Tinville et Martial Joseph Armand Herman), de nouvelles arrestations sont ainsi menées après les insurrections des 12 germinal et 1er prairial an III. Les militants emprisonnés entre l'été 1794 et l'automne 1795 ont pu bénéficier de l'amnistie générale votée par le Convention le 26 octobre 1795, à la suite de la ratification de la constitution de l'an III. Par la suite, sous le Directoire, le terme de « robespierriste » tend à s'estomper aux dépens de « terroriste » et de « jacobin », qui est décliné en « néo-jacobin » avec la création du Club du Panthéon en 1795-1796, puis du Club du Manège en 1799.
De même, profitant de la réaction thermidorienne, les royalistes se sont livrés à des attaques verbales ou physiques, et même à des assassinats individuels ou des massacres sur des militants et représentants qualifiés de « terroristes », « jacobins » ou « robespierristes ». Plusieurs pamphlets royalistes paraissent, notamment La Queue de Robespierre, de Jean Claude Hippolyte Méhée de la Touche. Dans plusieurs villes, des bandes de jeunes muscadins s'en prennent aux jacobins. À Paris, en 1794-1795, les muscadins, qualifiés de « Collets noirs » et emmenés par un aventurier, le marquis de Saint-Huruge (1750-1810), sont organisés par Tallien et Stanislas Fréron ; ils se réclament de Pierre Garat, de Louis Ange Pitou, de François Elleviou et de Langlois. Dans la vallée du Rhône, également, où se déchaîne la Terreur blanche, les Compagnies de Jéhu à Lyon ou les Compagnies du Soleil en Provence et dans le Gard font la chasse aux « jacobins ».

## Postérité
Enfin, au-delà de la seule période de la Révolution française, « robespierrisme » renvoie à toutes les personnes qui se réclament de la personne ou de la pensée de Maximilien Robespierre. Parmi ceux qui se sont réclamés de Robespierre, on peut citer, notamment, le mouvement chartiste anglais, un certain nombre de républicains et de socialistes français des années 1830-40 — on a parlé de néo-robespierrisme — (comme Albert Laponneraye, éditeur des Œuvres de Robespierre et des Mémoires de Charlotte de Robespierre, Philippe Buchez, qui a publié une Histoire parlementaire de la Révolution, Étienne Cabet, auteur d'une Histoire populaire de la Révolution française de 1789 à 1830 ou Louis Blanc, qui a écrit une Histoire de la Révolution française) instruits par Philippe Buonarroti, mais aussi les mouvements socialiste et communiste (avec la monumentale Histoire de la Révolution française de Jean Jaurès ou les travaux de l'historien Albert Mathiez).